# Fox River (Illinois River)
Der Fox River ist ein rechter Nebenfluss des Illinois River in den US-amerikanischen Bundesstaaten Wisconsin und Illinois. Entlang des Fox River gibt es 15 Stauwerke, die eine teilweise Schiffbarkeit ermöglichen.
Die gesamte Region wird als Fox Valley bezeichnet. Ursprünglich lebten am Fox River die Indianerstämme der Potawatomi, der Sauk und der Fox.

## Verlauf

### Wisconsin
Der Fox River entspringt unweit von Menomonee Falls im Waukesha County. Im weiteren Verlauf durchfließt er Brookfield, Waukesha und Big Bend im Waukesha County. Danach tritt er in das Racine County ein, wo er Waterford, Rochester und Burlington passiert. Im weiteren Verlauf erreicht der Fox River das Kenosha County. Dort bildet er den westlichen Rand von Silver Lake, bevor er den Staat Wisconsin in Richtung Illinois verlässt. Der Abschnitt des Flusses durch Wisconsin ist insgesamt 110 km lang.
Eine Staustufe in Waterford bildet einen 4,9 km² großen Schifffahrtsweg. Der Fluss ist dadurch von Big Bend bis zum Damm von Waterford schiffbar. Der Fluss durchfließt eine Reihe kleiner Seen, deren größter der Tichigan Lake ist.
Nachdem der Fluss an einem kleinen Damm in Rochester erneut aufgestaut wurde, fließt der Fox River unreguliert durch Burlington, wo der White River mündet. Dieser Abschnitt ist bei Kanutouristen sehr populär.

### Illinois
Die Länge des Flussabschnitts von der Staatsgrenze bis zur Mündung beträgt 185 km. Nachdem der Fluss das Territorium von Illinois erreicht hat, weitet er sich zu  einer Seenlandschaft aus, die als  Chain O'Lakes bekannt ist. Die größte Stadt in diesem Gebiet ist Fox Lake im Lake County. Der Fluss durchfließt auf seinem weiteren Lauf in südlicher Richtung die Städte Johnsburg, McHenry, Holiday Hills, Island Lake, Cary, Fox River Grove und Algonquin im McHenry County; Carpentersville, West Dundee, East Dundee, Elgin, South Elgin, St. Charles, Geneva, North Aurora, Aurora und Montgomery im Kane County; Oswego, Yorkville, Plano und Millington im Kane County sowie Sheridan und Ottawa im LaSalle County.
Sechs Kilometer flussabwärts von South Elgin liegen die Five Islands im Fluss.